# Saitō Yoshitsugu
Saitō Yoshitsugu (斎藤 義次 (Trai Đằng Nghĩa Thứ) Saito Yoshitsugu, 2 tháng 11 năm 1890 - 6 tháng 7 năm 1944) là một trung tướng của lục quân Đế quốc Nhật Bản trong Chiến tranh thế giới thứ hai. Ông là người chỉ huy quân Nhật phòng thủ Saipan và đã tự sát sau thất bại của quân Nhật trong trận này.

## Tiểu sử
Saitō sinh tại Tokyo. Ông tốt nghiệp khóa 24 Trường Sĩ quan Lục quân năm 1912 với quân chủng kỵ binh. Sau đó đến năm 1924, ông tốt nghiệp khóa 36 trường Đại học Lục quân.
Năm 1938, ông trở thành tham mưu trưởng Sư đoàn 5 Bộ binh. Một năm sau, ông lại được thăng quân hàm thiếu tướng và được điều đến làm tham mưu trưởng các lực lượng kỵ binh của Đạo quân Quan Đông. Năm 1943, ông được thăng quân hàm trung tướng.
Tháng 4 năm 1944, Saitō trở thành chỉ huy trưởng Sư đoàn 43 Bộ binh và sư đoàn này được đưa đến tăng cường cho sự phòng thủ Saipan. Tuy nhiên, chỉ có 7.000 quân đến được đảo, số còn lại đã bị máy bay và tàu ngầm Mỹ đánh chìm trên đường đi. Saitō sau đó đã trở thành tư lệnh quân trú phòng trên đảo. Mặc dù các cơ sở phòng thủ trên đảo đã bị hải pháo tàn phá nặng nề nhưng ông vẫn quyết tâm chống trả cuộc đổ bộ với một sự lạc quan cao độ. Tuy nhiên, vì là một sĩ quan kỵ binh nên Saitō hầu như không hề có kinh nghiệm phòng ngự. Cùng tham gia nhiệm vụ phòng thủ với ông tại Saipan còn có Phó đô đốc Nagumo Chuichi, chỉ huy trưởng hạm đội Trung Thái Bình Dương.
Trận Saipan bắt đầu từ ngày 15 tháng 6 năm 1944. Khi quân Mỹ vừa đổ bộ lên đảo, ông đã nhiều lần tổ chức phản công với ý định đẩy lui quân Mỹ xuống biển nhưng bất thành. Thất bại của Hải quân Hoàng gia Nhật Bản trong trận hải chiến biển Philippines đã khiến cho quân Nhật tại Saipan không còn hi vọng được vào sự yểm trợ của hải quân. Tuy nhiên Saitō vẫn ra lệnh cho quân Nhật trên đảo chiến đấu đến người cuối cùng bằng cách dựa vào núi rừng hiểm trở và hệ thống các hang động.
Ngày 25 tháng 6, tướng Saitō ra lệnh kiểm tra quân số còn lại. Quân Nhật tản mác khắp nơi, các sĩ quan dưới quyền chỉ còn nắm 1.200 quân và 3 xe tăng. Trước tình hình tuyệt vọng ấy, ông điện về Tokyo:
| “ | Xin kính dâng Thiên hoàng lời tạ tội sâu sắc vì chúng tôi không thể làm tốt hơn những gì chúng tôi đang làm. Trước khi xuất trận lần cuối cùng, toàn thể chúng tôi hướng về Hoàng cung và tung hô Vạn tuế. | ” |

Ngày 6 tháng 7, trong một hang động, tướng Saitō cùng bộ tham mưu đã họp bàn. Ông ra lệnh ngày mai tất cả những người còn sống sót sẽ xông vào tấn công quân Mỹ. Đối với dân thường tại Saipan, ông cho rằng sẽ tốt hơn nếu họ tham gia luôn vào cuộc tấn công bằng gậy tre vót nhọn còn hơn là đầu hàng người Mỹ. 10 giờ sáng ngày hôm đó, ông đã cùng đô đốc Nagumo và thiếu tướng Igeta mổ bụng tự sát. Một sĩ quan tùy tùng đã bắn vào đầu ông sau khi ông mổ bụng và xác ông bị đốt cùng với các sĩ quan khác. Đến 16 giờ 15 phút ngày 9 tháng 7, chỉ huy quân Mỹ đô đốc Kelly Turner tuyên bố Saipan đã hoàn toàn và chính thức thuộc về người Mỹ. Tướng Mỹ Holland Smith sau đó tìm thấy tro xác của Saitō và cho an táng ông một cách trọng thể theo nghi thức của một vị tướng.

### Sách
- Lê Vinh Quốc; Huỳnh Văn Tòng (2000), Cuộc chiến tranh Thái Bình Dương (1941-1945), Việt Nam: Nhà xuất bản Giáo dục.
- Denfeld, D. Colt (1997). Hold the Marianas: The Japanese Defense of the Mariana Islands. White Mane Pub. ISBN 1-57249-014-4.
- Dupuy, Trevor N. (1992). Encyclopedia of Military Biography. I B Tauris & Co Ltd. ISBN 1-85043-569-3.
- Fuller, Richard (1992). Shokan: Hirohito's Samurai. London: Arms and Armor. ISBN 1-85409-151-4.
- John Toland (1970), The Rising Sun: The Decline and Fall of the Japanese Empire 1936-1945, New York: Random House, OCLC 105915
- Samuel Eliot Morison (2001), New Guinea and the Marianas, March 1944-August 1944, Nhà xuất bản Đại học Illinois, ISBN 9780252070389

### Web
- Ammenthorp, Steen. "Saito Yoshitsugu". The Generals of World War II.
- Budge, Kent. "Saito Yoshitsugu". Pacific War Online Encyclopedia.